# Улица Александра Чавчавадзе
Улица Александра Чавчавадзе (груз. ალექსანდრე ჭავჭავაძეის ქუჩა) — улица в Тбилиси, в районе Мтацминда, от проспекта Руставели.

## История
Названа в 1846 году в честь князя Александра Чавчавадзе (1786—1846) — грузинского общественного деятеля, поэта-романтика, генерал-лейтенанта русской императорской армии, отца Нино Чавчавадзе, тестя Александра Сергеевича Грибоедова. Александр Чавчавадзе жил на этой улице и трагически погиб — упав здесь из коляски на уличную плитку, он умер в ту же ночь. В списке улиц Тбилиси 1841 года указана как улица Давида.
Прежнее название — Вадзевская улица.
Весной 1918 года в студии пианиста Н. Бендицкого (д. 3) открылся кружок деятелей искусств «Павлиний хвост». Сюда приходил поэт С. Городецкий.
На пересечении улицы с проспектом Руставели в 1932 году появился первый в городе светофор

## Достопримечательности
д. 19 — Hyatt Regency hotel

## Известные жители
Александр Чавчавадзе (1786—1846), дом Чавчавадзе, находившийся на месте современного дома 19, не сохранился, позднее в этом же доме жила Елена Блаватская (1831—1891).
д. 5 — Рамаз Чхиквадзе (1928—2011)